# هرمان فوگل
هرمان فوگل (آلمانی: Hermann Wilhelm Vogel؛ ۲۶ مارس ۱۸۳۴ – ۱۷ دسامبر ۱۸۹۸) یک دانشمند در زمینه فوتوشیمی و عکاسی اهل آلمان بود.